# Dos Lagunas, Teopisca
Dos Lagunas är en ort i Mexiko.   Den ligger i kommunen Teopisca och delstaten Chiapas, i den sydöstra delen av landet, 800 km öster om huvudstaden Mexico City. Dos Lagunas ligger 2 342 meter över havet och antalet invånare är 566.
Terrängen runt Dos Lagunas är huvudsakligen kuperad, men den allra närmaste omgivningen är platt. Runt Dos Lagunas är det ganska tätbefolkat, med 129 invånare per kvadratkilometer. Närmaste större samhälle är Teopisca, 7,8 km sydväst om Dos Lagunas. I omgivningarna runt Dos Lagunas växer i huvudsak städsegrön lövskog.